# 室女座S
室女座S，又名BD-06 3837，HD 117833、SAO 139403、HR 5101，是室女座的一颗恒星，视星等为6.68，位于銀經320.76，銀緯54.23，其B1900.0坐标为赤經13h 27m 46.7s，赤緯-6° 54.23′ 51″。